# Kostel svaté Alžběty Uherské (Bratislava)

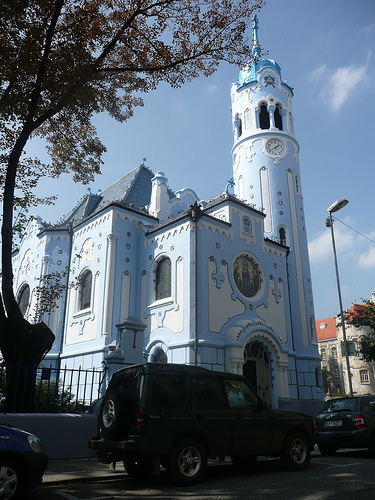
Pohled z Bezručovy ulice

Kostel svaté Alžběty, známý také jako Modrý kostelík (slovensky Modrý kostolík) je secesní katolický kostel v Bratislavě. Nachází se ve východní části bratislavského Starého města. Byl postaven v letech 1909 až 1913 podle projektu maďarského architekta Ödöna Lechnera.

## Poloha

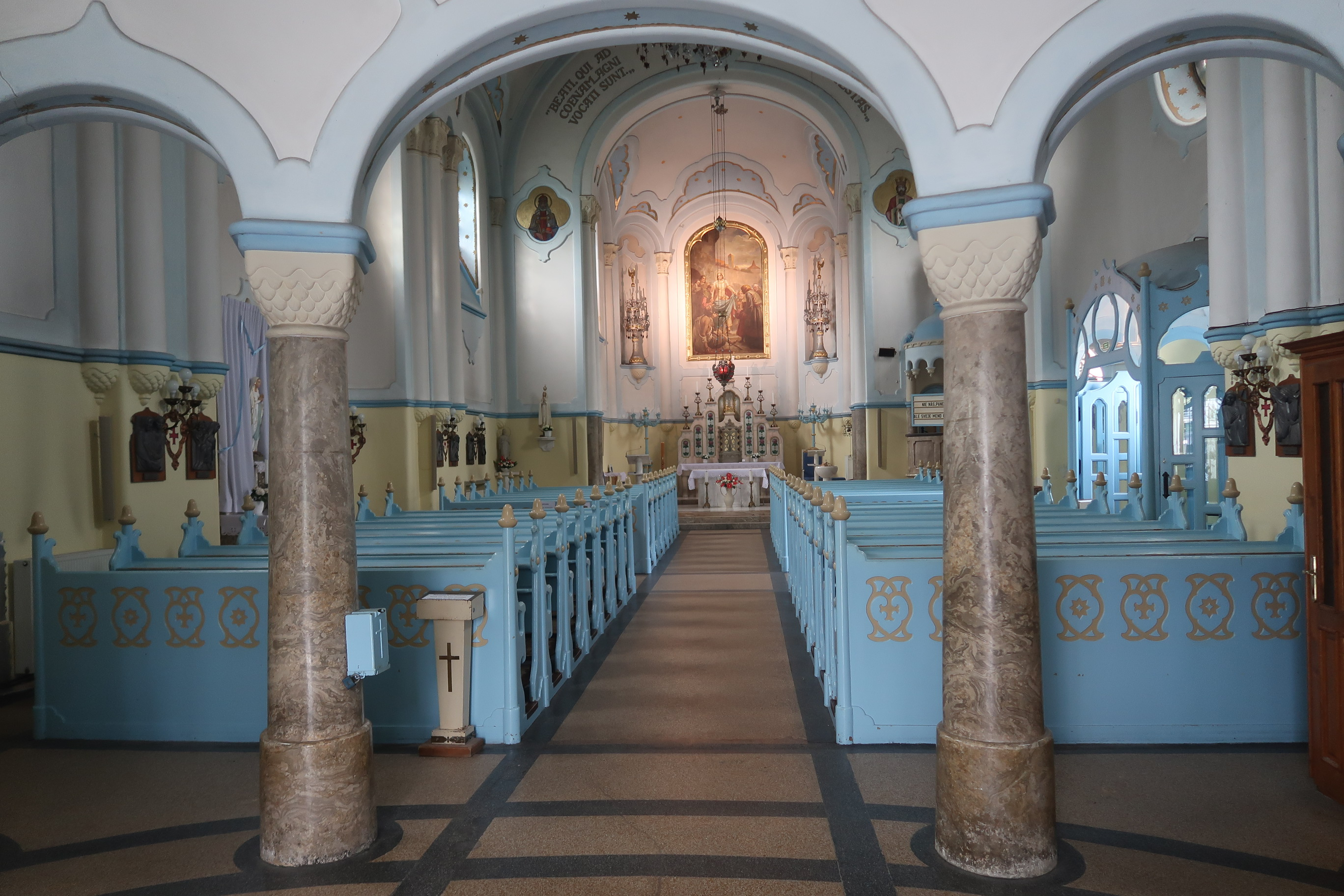
Interiér kostela

Kostel leží v centru Bratislavy na Bezručově ulici v sousedství gymnázia Grösslingova. Kostel a přilehlá fara byla mezi prvními stavbami, které byly v Bezručově ulici začátkem 20. století postaveny. Původně patřil do areálu školy a sloužil gymnáziu jako kaple. Je zasvěcen uherské světici, sv. Alžbětě Durynské, dceři Ondřeje II. z rodu Arpádovců. Sv. Alžběta se pravděpodobně narodila na Bratislavském hradě. Kostel byl pojatý jako její symbolické mauzoleum.
Stavba byla provedena v letech 1909 až 1913 podle projektu maďarského architekta Ödöna Lechnera. Jeho základní kámen položil 23. srpna 1909 Šimon Való, zástupce ostřihomského arcibiskupa Klaudia Františka Vaszaryho. Listinu pro příležitost kladení základního kamene sestavil profesor gymnázia Jozef Volker. Text začíná slovy: „Jsem kostel pojmenovaný po sv. Alžbětě z rodu Arpádovců. Postavit mě dalo uherské královské Ministerstvo kultury a školství, díky obětavosti obyvatel svobodného královského města Bratislavy, v sousedství nově postaveného královského katolického gymnázia.“

## Architektura
Jedná se o jednolodní secesní kostel s postranní válcovitou věží zakončenou střechou přilbicovitého tvaru. Charakteristická je modrá omítka a na valbové střeše krytina s modrým glazováním. Dekorace vnějších povrchů se vyznačují vrstvením barevně odlišných omítek a členěním do polí orámovaných ozdobnými pásy. Na hlavní fasádě je italská mozaika sv. Alžběty. Klenby jsou zhotoveny ze železobetonu. Stavbu řídil bratislavský stavitel Anton Durvay. 26. června 1910 byl slavnostně vztyčen kříž kostela a 14. května 1911 byly zavěšeny zvony.
Hlavnímu oltáři dominuje mozaika se sv. Alžbětou držící v náručí růže. Nad oltářem je zavěšen obraz sv. Alžběty rozdávající milodary od Júliusa Túryho z roku 1911. Růže jakožto květina spojená s legendou o sv. Alžbětě je také motivem drobné secesní ornamentální výzdoby interiéru. Interiér dále zdobí socha sv. Alžběty z carrarského mramoru od A. Rigeleho.